# Cuenca del río Bueno
La cuenca del río Bueno es el espacio natural comprendido por la cuenca hidrográfica del río Bueno. Este espacio coincide con el espacio administrativo homónimo definido en el registro de cuencas de Chile con el número 103 que se extiende desde la divisoria de las aguas en la cordillera de los Andes hasta su desembocadura en el océano Pacífico. Se subdivide en 8 subcuencas y 44 subsubcuencas con un total de 15.126 km².
A partir de la década de los años 1970 se ha ampliado el concepto de cuenca hasta entender, ya en los primeros años del siglo XXI, una cuenca hidrográfica en lo que respecta a su definición espacial y funcional, como la unidad geopolítica y socioeconómica más apropiada y racional para el desarrollo integrado de los recursos de tierras y aguas asociados a la vegetación y en conjunto con los usuarios de nivel local y regional.: 17 

Cuenca hidrográfica del río Bueno, de 15.126 km².

## Límites

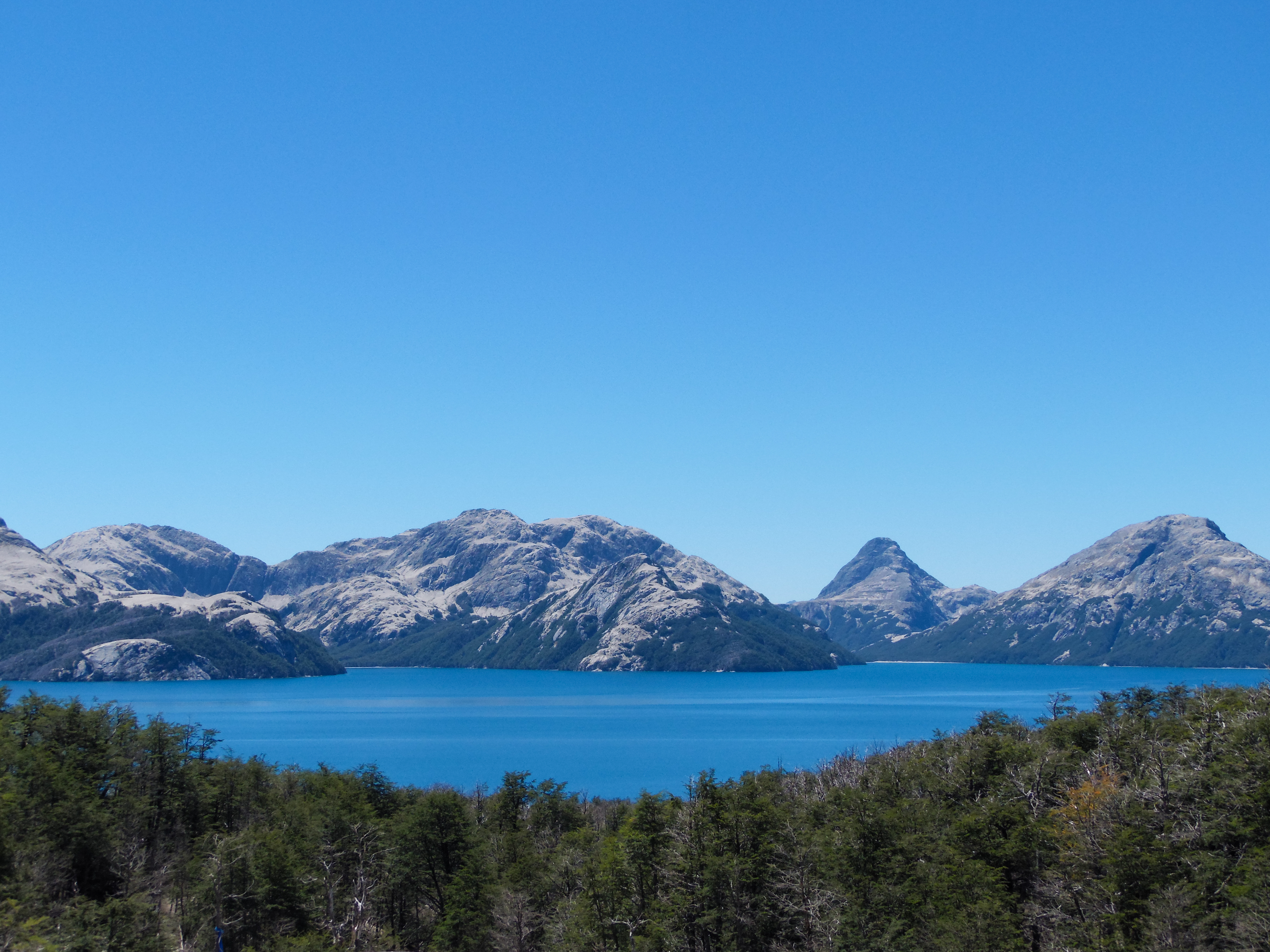
El lago Constancia en el parque nacional Puyehue.

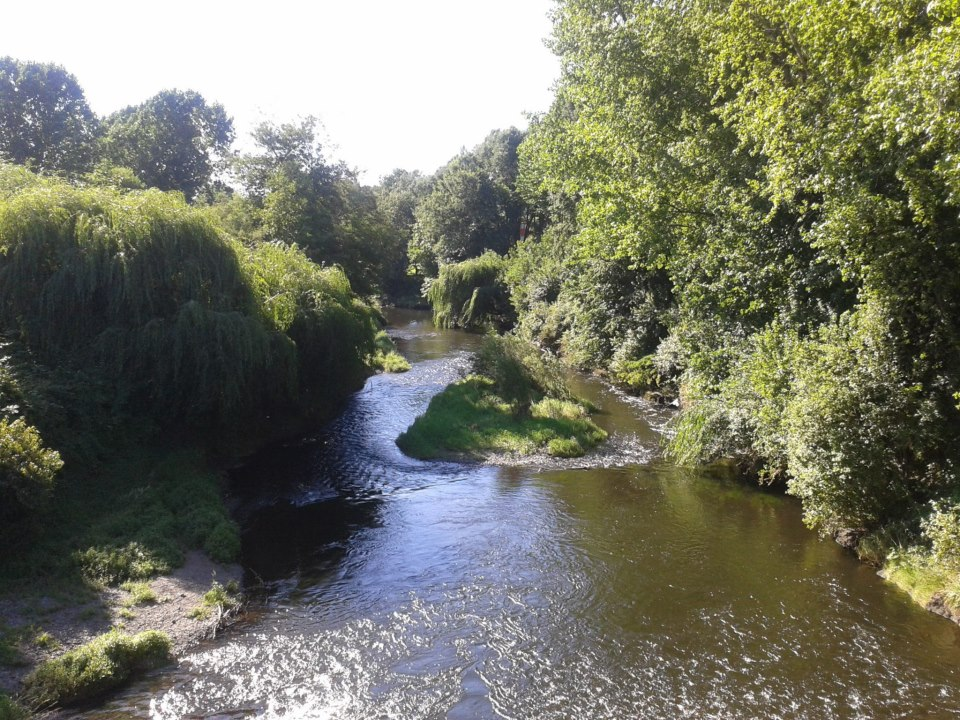
Río Damas visto desde el sector del parque Chuyaca, en Osorno.

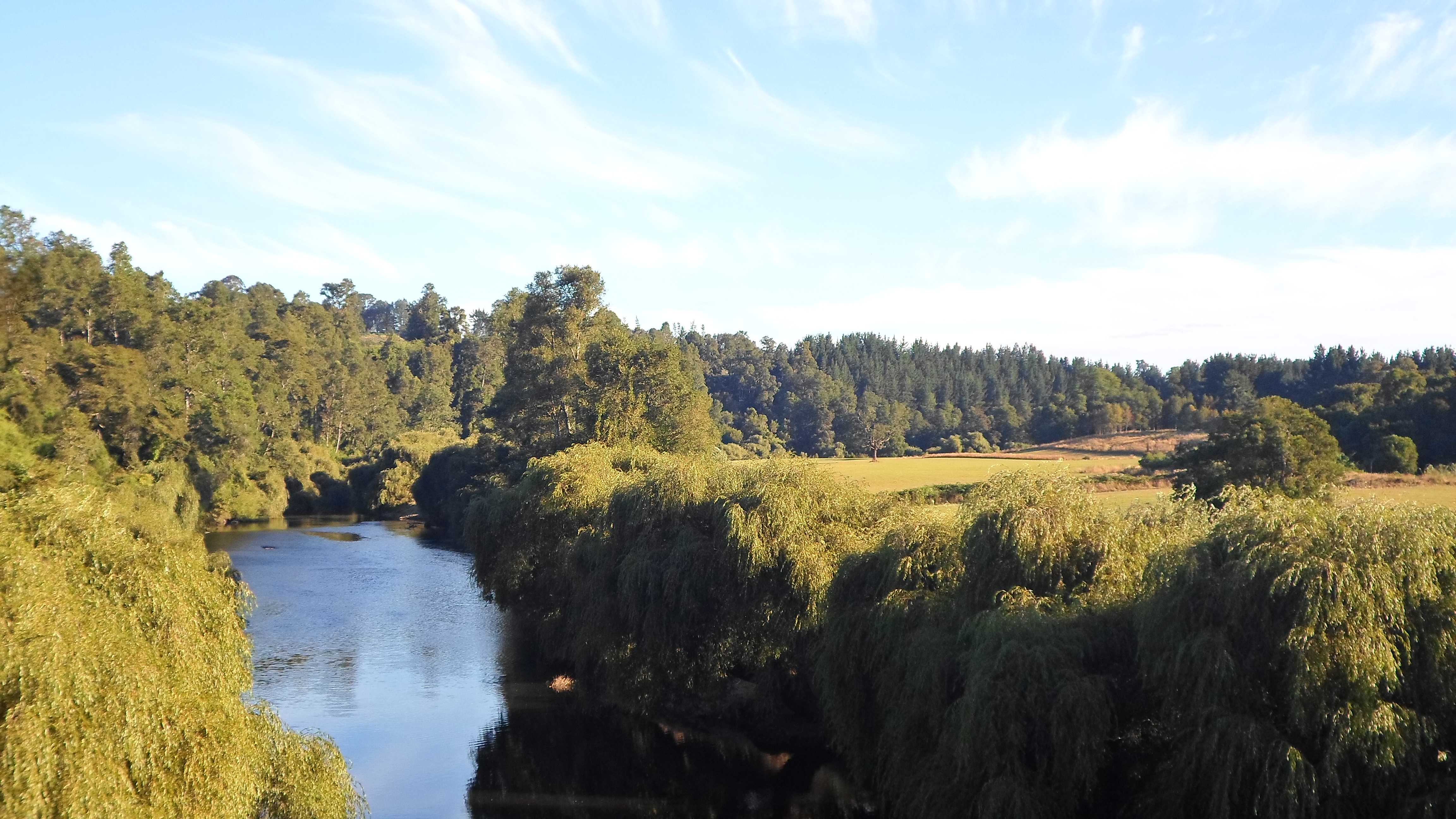
Río Negro desde el puente Chapaco.

Su desembocadura esta, según Astaburuaga, en la latitud 40°15′ S de la costa del Pacífico, unos 50 kilómetros al sur de Corral. Limita al noroeste con el pequeño ítem 102 llamado cuencas costeras entre Río Valdivia y Río Bueno del inventario de cuencas de Chile que incluye entre otras las del río Chaihuín y del río Colún. Siguiendo la dirección de los punteros del reloj, limita al norte con la cuenca del río Valdivia, en particular con las cuencas del río Futa, río Calle-Calle. Al este de la frontera internacional limita aún con la cuenca del río Valdivia, por cierto con su afluente el río Hua-Hum y ya separada por la cordillera de los Andes que es la divisoria de aguas, limita con el río Limay de la cuenca del río Negro. Al sur deslinda con la cuenca del lago Todos Los Santos, la del lago Llanquihue y otras que tributan al río Maullín. Siguiendo hacia el oeste limita con las cuencas del río Llico, del río Cholguaco y del río Huellelhue, todas ellas pertenecientes al ítem 104 llamado cuencas e islas entre Río Bueno y Río Puelo.

## Población y regiones
La cuenca del río Bueno es parte de la Región de Los Ríos y la Región de Los Lagos y abarca las provincias de Valdivia, Osorno y Llanquihue con una superficie de 1.536.700 Ha equivalentes al 23% de la Región.
Las comunas de mayor importancia en la cuenca, según el número de habitantes en la comuna, son las siguientes:
| Nombre     | Población total | Población urbana | Cauces asociados        |
| ---------- | --------------- | ---------------- | ----------------------- |
| Osorno     | 145.475         | 132.245          | Río Rahue               |
| La Unión   | 39.447          | 25.615           | Río Bueno               |
| Río Bueno  | 32.627          | 15.054           | Río Bueno               |
| Purranque  | 20.705          | 13.265           | Río Forrahue            |
| Río Negro  | 14.732          | 6.583            | Río Forrahue, Río Negro |
| Fresia     | 12.804          | 6.144            | NA                      |
| San Pablo  | 10.162          | 3.478            | Río Pilmaiquén          |
| Lago Ranco | 10.098          | 2.205            | Río Bueno               |

## Subdivisiones
La Dirección General de Aguas subdivide o reúne las cuencas de Chile acorde a las necesidades de estudio y gestión. Existen dos inventarios que han logrado ser aceptados como principales, el inventario de cuencas del Banco Nacional de Aguas (BNA) de 1978, de mayor uso, y el inventario de cuencas del Departamento de Administración de Recursos Hídricos (DARH) de 2014 de mejor cartografía que ha obligado a redefinir algunos límites, a veces con cambios mayores, pero también por algunas redefiniciones del concepto de subcuenca.
Bajo el BNA el código del ítem es 103 y con el DARH es 1403.
La subdivisión del BNA es como sigue:
| Sub- cuenca | Subsub- cuenca | Aguas                                                                 | Área drenaje km² |
| ----------- | -------------- | --------------------------------------------------------------------- | ---------------- |
| 1030        | 10300          | Río Curringue                                                         | 348              |
| 1030        | 10301          | Río Pillanleufu                                                       | 379              |
| 1030        | 10302          | Río Hueinahue                                                         | 311              |
| 1030        | 10303          | Río Melipue                                                           | 211              |
| 1030        | 10304          | Lago Maihue y Río Calcurrupe                                          | 342              |
| 1030        | 10305          | Río Caunahue                                                          | 372              |
| 1030        | 10306          | Río Nilahue                                                           | 370              |
| 1030        | 10307          | Lago Ranco                                                            | 1014             |
| 1031        | 10310          | Río Bueno Entre Lago Ranco y Bajo Río Ralitran                        | 360              |
| 1031        | 10311          | Río Bueno Entre Río Ralitran y Río Llollehue                          | 611              |
| 1031        | 10312          | Río Llollehue Hasta Estero Cuño Cuño                                  | 304              |
| 1031        | 10313          | Río Llollehue Entre Estero Cuño Cuño y Río Bueno                      | 490              |
| 1032        | 10320          | Río Golgol hasta junta Río Pajarito                                   | 477              |
| 1032        | 10321          | Río Pajarito                                                          | 199              |
| 1032        | 10322          | Río Golgol entre Río Pajarito y Lago Puyehue                          | 236              |
| 1032        | 10323          | Lago Puyehue                                                          | 550              |
| 1032        | 10324          | Río Pilmaiquen entre Lago Puyehue y Río Chirre                        | 333              |
| 1032        | 10325          | Río Chirre hasta junta Río Quilihue                                   | 312              |
| 1032        | 10326          | Río Quilihue                                                          | 373              |
| 1032        | 10327          | Río Chirre entre Río Quilihue y Río Pilmaiquen                        | 214              |
| 1032        | 10328          | Río Pilmaiquen entre Río Chirri y Río Bueno                           | 216              |
| 1033        | 10330          | Río Bueno entre Río Pilmaiquen y Río Rahue                            | 407              |
| 1034        | 10340          | Lago Rupanco                                                          | 1035             |
| 1034        | 10341          | Río Rahue Entre Desagüe Lago Rupanco y Río Coihueco                   | 85               |
| 1034        | 10342          | Río Coihueco bajo junta Río Blanco                                    | 269              |
| 1034        | 10343          | Río Coihueco entre Río Blanco y Río Rahue                             | 414              |
| 1034        | 10344          | Río Rahue entre Río Coihueco y Río Negro                              | 358              |
| 1035        | 10350          | Río Toro bajo junta Río Norte                                         | 337              |
| 1035        | 10351          | Río Toro (Maipue) entre Río Norte y Río López                         | 395              |
| 1035        | 10352          | Río López                                                             | 469              |
| 1035        | 10353          | Río Negro Entre Río López y Bajo Estero Riachuelo                     | 416              |
| 1035        | 10354          | Río Negro Entre Estero Riachuelo y Río Chifin                         | 102              |
| 1035        | 10355          | Río Chifin                                                            | 535              |
| 1035        | 10356          | Río Negro entre Río Chifin y Río Rahue                                | 323              |
| 1036        | 10360          | Río Rahue Entre Estero Negro y Río Damas                              | 85               |
| 1036        | 10361          | Río Damas Hasta Junta Estero Pichidamas                               | 242              |
| 1036        | 10362          | Río Damas Entre Estero Pichidamas y Río Rahue                         | 270              |
| 1036        | 10363          | Río Rahue entre Río Damas y bajo Estero Forrahue                      | 378              |
| 1036        | 10364          | Río Rahue entre Estero Forrahue y bajo Río Curaco                     | 352              |
| 1036        | 10365          | Río Rahue entre Río Curaco y Río Bueno                                | 159              |
| 1037        | 10370          | Río Bueno entre Río Rahue y Laguna de La Trinidad                     | 149              |
| 1037        | 10371          | Laguna de La Trinidad                                                 | 192              |
| 1037        | 10372          | Río Bueno Entre Laguna de La Trinidad y Bajo Estero Molino            | 200              |
| 1037        | 10373          | Río Bueno Entre Estero Molino de Oro y Desembocadura                  | 174              |
| totales:    |                |                                                                       |                  |
| 8           | 44             | Región: X - XIV ((50 - 50)%) / Tipo: Exorreica / Desemb.: O. Pacífico | 15126 km²        |

La disposición de cuencas en el inventario DARH es la siguiente:
| Código        | Nombre             | Código en mapa   | Tipología de cuenca | Vertiente de cuenca | Origen de cuenca | Temperatura media anual (C°) | Temperatura máxima (C°) | Temperatura mínima (C°) | Precipitación anual (mm) | Número de estaciones fluviométricas | Número de estaciones pluviométricas | Área (km²)       |
| ------------- | ------------------ | ---------------- | ------------------- | ------------------- | ---------------- | ---------------------------- | ----------------------- | ----------------------- | ------------------------ | ----------------------------------- | ----------------------------------- | ---------------- |
| 1403          | Cuenca Río Bueno   | Cuenca Río Bueno | Cuenca Río Bueno    | Cuenca Río Bueno    | Cuenca Río Bueno | Cuenca Río Bueno             | Cuenca Río Bueno        | Cuenca Río Bueno        | Cuenca Río Bueno         | Cuenca Río Bueno                    | Cuenca Río Bueno                    | Cuenca Río Bueno |
| 140300        | Río Bueno          | 0                | Exorreica           | Pacífico            | Pluvial          | 10.7                         | 21.3                    | 3.1                     | 1717.7                   | 2                                   | 0                                   | 1856.0           |
| 14030000      | Lago Ranco         | 34               | Exorreica           | Pacífico            | Pluvial          | 10.7                         | 23.0                    | 2.1                     | 1914.6                   | 0                                   | 1                                   | 1028.7           |
| 1403000000    | Río Caunahue       | 35               | Exorreica           | Pacífico            | Pluvial          | 7.6                          | 20.3                    | -0.8                    | 1828.1                   | 1                                   | 0                                   | 363.3            |
| 1403000001    | Lago Maihue        | 36               | Exorreica           | Pacífico            | Pluvial          | 10.8                         | 23.5                    | 1.8                     | 1930.9                   | 1                                   | 1                                   | 206.2            |
| 14030000010   | Río Curini         | 37               | Exorreica           | Pacífico            | Pluvial          | 8.9                          | 21.8                    | 0.3                     | 1835.1                   | 0                                   | 0                                   | 140.7            |
| 14030000011   | Río Pillán         | 38               | Exorreica           | Pacífico            | Pluvial          | 7.7                          | 20.9                    | -0.8                    | 1664.9                   | 0                                   | 0                                   | 373.7            |
| 140300000110  | Río Curringue      | 39               | Exorreica           | Pacífico            | Pluvial          | 7.0                          | 20.2                    | -1.6                    | 1520.0                   | 0                                   | 0                                   | 328.9            |
| 14030000012   | Río Hueinahue      | 40               | Exorreica           | Pacífico            | Pluvial          | 7.2                          | 20.3                    | -1.6                    | 1479.6                   | 0                                   | 0                                   | 422.5            |
| 14030000013   | Río Melipue        | 41               | Exorreica           | Pacífico            | Pluvial          | 8.9                          | 21.8                    | -0.0                    | 1827.6                   | 0                                   | 0                                   | 81.5             |
| 140300000130  | Lago Huishue       | 42               | Exorreica           | Pacífico            | Pluvial          | 7.8                          | 20.6                    | -1.0                    | 1795.1                   | 0                                   | 0                                   | 87.8             |
| 1403000001300 | Lago Gris          | 43               | Exorreica           | Pacífico            | Pluvial          | 6.6                          | 19.5                    | -2.1                    | 1544.9                   | 0                                   | 0                                   | 100.5            |
| 1403000002    | Nilahue            | 44               | Exorreica           | Pacífico            | Pluvial          | 8.5                          | 21.1                    | -0.2                    | 1888.5                   | 1                                   | 0                                   | 377.6            |
| 14030001      | La Unión           | 45               | Exorreica           | Pacífico            | Pluvial          | 11.3                         | 21.8                    | 3.7                     | 1479.3                   | 1                                   | 0                                   | 191.0            |
| 1403000100    | Río Llollehue      | 46               | Exorreica           | Pacífico            | Pluvial          | 11.3                         | 22.7                    | 3.1                     | 1774.4                   | 0                                   | 1                                   | 551.3            |
| 14030002      | Estero Carimahuida | 47               | Exorreica           | Pacífico            | Pluvial          | 8.6                          | 17.6                    | 2.2                     | 2161.7                   | 0                                   | 0                                   | 103.6            |
| 14030003      | Río Cahuinalhue    | 48               | Exorreica           | Pacífico            | Pluvial          | 9.6                          | 18.7                    | 3.0                     | 1906.6                   | 0                                   | 1                                   | 192.6            |
| 14030100      | San Pablo          | 49               | Exorreica           | Pacífico            | Pluvial          | 11.5                         | 22.1                    | 3.8                     | 1347.5                   | 2                                   | 0                                   | 260.0            |
| 1403010000    | Río Currileufú     | 50               | Exorreica           | Pacífico            | Pluvial          | 10.8                         | 22.4                    | 2.5                     | 1752.6                   | 0                                   | 0                                   | 133.1            |
| 1403010001    | Río Quilihue       | 51               | Exorreica           | Pacífico            | Pluvial          | 10.3                         | 22.1                    | 2.0                     | 1869.5                   | 0                                   | 0                                   | 265.3            |
| 14030100010   | Río Muticao        | 52               | Exorreica           | Pacífico            | Pluvial          | 11.3                         | 22.8                    | 3.0                     | 1702.1                   | 0                                   | 0                                   | 118.4            |
| 1403010002    | Río Chirre         | 53               | Exorreica           | Pacífico            | Pluvial          | 9.6                          | 21.4                    | 1.2                     | 1914.5                   | 0                                   | 0                                   | 328.9            |
| 1403010003    | Río Pilmaiquén     | 54               | Exorreica           | Pacífico            | Pluvial          | 11.3                         | 22.5                    | 3.1                     | 1679.5                   | 0                                   | 0                                   | 332.8            |
| 14030100030   | Lago Puyehue       | 55               | Exorreica           | Pacífico            | Pluvial          | 11.1                         | 22.9                    | 2.4                     | 2014.0                   | 0                                   | 1                                   | 341.3            |
| 140301000300  | Río Licán          | 56               | Exorreica           | Pacífico            | Pluvial          | 7.6                          | 19.8                    | -0.8                    | 1969.2                   | 0                                   | 0                                   | 102.8            |
| 140301000301  | Río Golgol         | 57               | Exorreica           | Pacífico            | Pluvial          | 7.3                          | 19.8                    | -1.4                    | 1836.0                   | 2                                   | 1                                   | 541.8            |
| 1403010003010 | Lago Constancia    | 58               | Exorreica           | Pacífico            | Pluvial          | 6.1                          | 18.8                    | -2.6                    | 1523.5                   | 0                                   | 0                                   | 105.1            |
| 1403010003011 | Río Pajaritos      | 59               | Exorreica           | Pacífico            | Pluvial          | 7.2                          | 19.7                    | -1.5                    | 1880.9                   | 0                                   | 0                                   | 61.2             |
| 140301000302  | Río Chanleufú      | 60               | Exorreica           | Pacífico            | Pluvial          | 7.9                          | 20.1                    | -0.6                    | 2058.3                   | 0                                   | 0                                   | 91.9             |
| 14030200      | Río Rahue          | 61               | Exorreica           | Pacífico            | Pluvial          | 11.1                         | 21.1                    | 3.8                     | 1479.6                   | 5                                   | 2                                   | 985.4            |
| 1403020000    | Osorno             | 62               | Exorreica           | Pacífico            | Pluvial          | 11.2                         | 21.6                    | 3.6                     | 1440.5                   | 1                                   | 2                                   | 294.1            |
| 14030200000   | Río Damas          | 63               | Exorreica           | Pacífico            | Pluvial          | 11.3                         | 22.2                    | 3.2                     | 1665.1                   | 0                                   | 0                                   | 233.1            |
| 1403020001    | Lago Rupanco       | 64               | Exorreica           | Pacífico            | Pluvial          | 10.3                         | 22.0                    | 1.7                     | 2138.2                   | 1                                   | 1                                   | 806.0            |
| 14030200010   | Río Puleufú        | 65               | Exorreica           | Pacífico            | Pluvial          | 7.3                          | 19.4                    | -1.1                    | 2048.2                   | 0                                   | 0                                   | 72.7             |
| 14030200011   | Río Aguas Malas    | 66               | Exorreica           | Pacífico            | Pluvial          | 7.5                          | 19.8                    | -1.2                    | 2080.3                   | 0                                   | 0                                   | 132.6            |
| 1403020002    | Río Coihueco Bajo  | 67               | Exorreica           | Pacífico            | Pluvial          | 10.9                         | 21.6                    | 3.0                     | 1788.2                   | 2                                   | 0                                   | 708.5            |
| 1403020003    | Río Negro          | 68               | Exorreica           | Pacífico            | Pluvial          | 10.4                         | 19.2                    | 3.7                     | 1585.6                   | 2                                   | 1                                   | 1178.6           |
| 14030200030   | Purranque          | 69               | Exorreica           | Pacífico            | Pluvial          | 10.9                         | 20.4                    | 3.7                     | 1471.1                   | 1                                   | 2                                   | 508.0            |
| 14030200031   | Río Burro          | 70               | Exorreica           | Pacífico            | Pluvial          | 10.6                         | 19.8                    | 3.6                     | 1515.0                   | 0                                   | 0                                   | 253.4            |
| 140302000310  | Río López          | 71               | Exorreica           | Pacífico            | Pluvial          | 10.4                         | 19.2                    | 3.7                     | 1603.3                   | 0                                   | 0                                   | 213.6            |
| 14030200032   | Río Toro           | 72               | Exorreica           | Pacífico            | Pluvial          | 10.2                         | 18.5                    | 3.9                     | 1679.9                   | 0                                   | 1                                   | 341.1            |
| 1403020004    | Río Curaco         | 73               | Exorreica           | Pacífico            | Pluvial          | 10.7                         | 19.7                    | 4.0                     | 1650.9                   | 0                                   | 0                                   | 278.1            |
| 1403020005    | Estero Tromen      | 74               | Exorreica           | Pacífico            | Pluvial          | 11.0                         | 20.3                    | 4.2                     | 1611.8                   | 0                                   | 0                                   | 90.1             |

## Hidrología

Diagrama unifilar de la cuenca del río Bueno.

### Red hidrográfica
Los cuerpos de agua considerados en esta categoría son:

### Caudales y régimen
La hoya del río Bueno tiene en su mayor parte un régimen pluvial que aumenta sus caudales durante los meses de invierno. Sin embargo, en la parte superior de su cuenca se nota una leve
influencia nival, en los afluentes del lago Ranco, los ríos Calcurrupe y en el río Coihueco.: 140 

### Glaciares
El inventario público de glaciares de Chile 2022 consigna un total de 40 glaciares en la cuenca, de los cuales 28 no tienen nombre. El área total cubierta es de 11,21 km² y se estima el volumen de agua almacenada en los glaciares en 0,45 km³.

## Clima

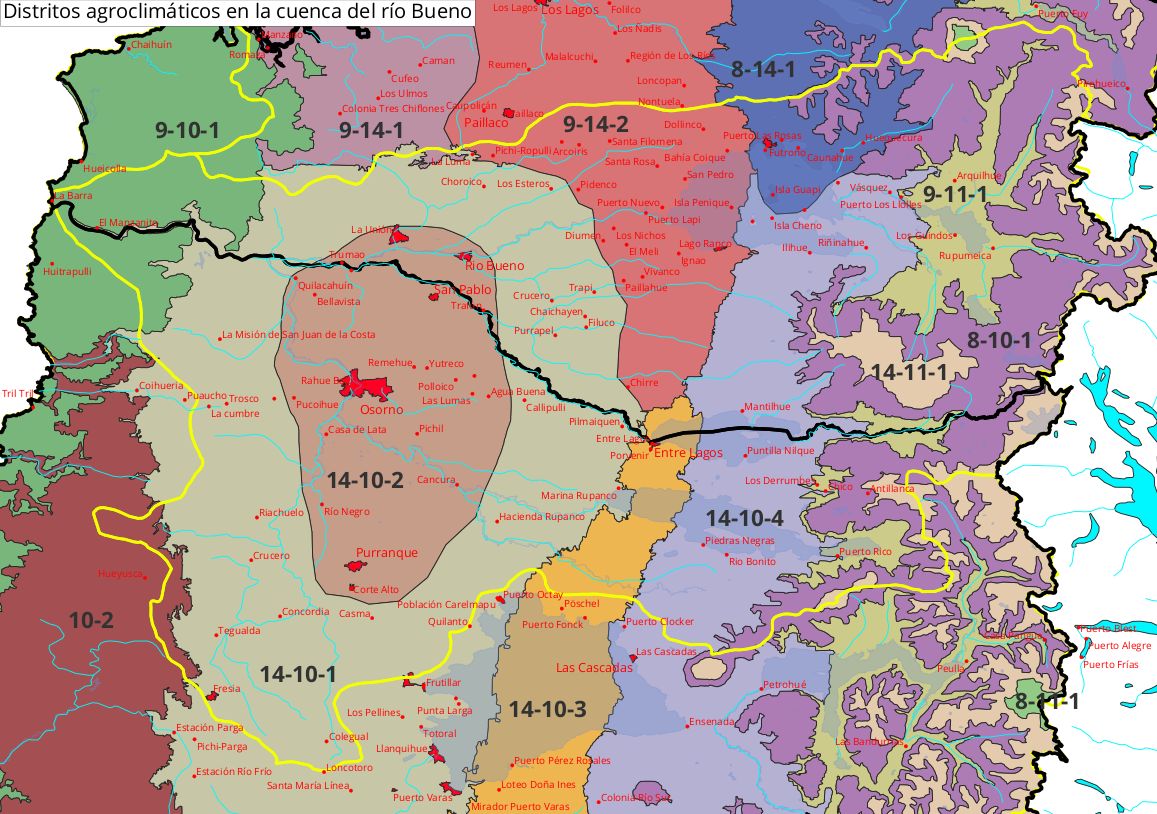
Distritos agroclimáticos en la cuenca. En amarillo los límites de las cuencas, en negro los límites regionales.

El Atlas agroclimático de Chile distingue 12 distritos agroclimáticos en la cuenca:
- 9-10-1  Templado cálido mesotermal con régimen de humedad per húmedo (Cfb1pH). La temperatura oscila entre un máximo de enero de 21,6 °C y un mínimo de julio de 5,4 °C. Tiene un promedio de 269 días consecutivos libres de heladas. En el año se registra un promedio de 5 heladas.El período de temperaturas favorables a la actividad vegetativa dura 7 meses. Registra anualmente 892 días grado y 666 horas de frío acumuladas hasta el 31 de julio. La precipitación media anual es de 1.951 mm y un período seco de 0 meses, con un déficit hídrico de 122 mm/año.El período húmedo dura 8 meses durante los cuales se produce un excedente hídrico de 1.102 mm.
- 9-14-1  Templado cálido mesotermal con régimen de humedad per húmedo (Cfb1pH). La temperatura oscila entre un máximo de enero de 24,5 °C y un mínimo de julio de 4,3 °C. Tiene un promedio de 225 días consecutivos libres de heladas. En el año se registra un promedio de 10 heladas. El período de temperaturas favorables a la actividad vegetativa dura 7 meses. Registra anualmente 1.137 días grado y 918 horas de frío acumuladas hasta el 31 de julio. La precipitación media anual es de 1.947 mm y un período seco de 0 meses, con un déficit hídrico de 173 mm/año. El período húmedo dura 8 meses durante los cuales se produce un excedente hídrico de 1.037 mm.
- 10-2  Templado cálido mesotermal con régimen de humedad Húmedo (Cfb1f). La temperatura oscila entre un máximo de enero de 19,4 °C y un mínimo de julio de 4,6 °C. Tiene un promedio de 253 días consecutivos libres de heladas. En el año se registra un promedio de 11 heladas. El período de temperaturas favorables a la actividad vegetativa dura 7 meses. Registra anualmente 658 días grado y 939 horas de frío acumuladas hasta el 31 de julio. La precipitación media anual es de 1.845 mm y un período seco de 0 meses, con un déficit hídrico de 60 mm/año. El período húmedo dura 9 meses durante los cuales se produce un excedente hídrico de 1.011 mm.
- 14-10-1  Templado cálido mesotermal con régimen de humedad Húmedo (Cfb1f). La temperatura oscila entre un máximo de enero de 21,8 °C y un mínimo de julio de 3,4 °C. Tiene un promedio de 213 días consecutivos libres de heladas. En el año se registra un promedio de 24
- 14-10-2  Templado cálido mesotermal con régimen de humedad Húmedo (Cfb1f). La temperatura oscila entre un máximo de enero de 22,8 °C y un mínimo de julio de 3,2 °C. Tiene un promedio de 206 días consecutivos libres de heladas. En el año se registra un promedio de 26 heladas. El período de temperaturas favorables a la actividad vegetativa dura 7 meses. Registra anualmente 897 días grado y 1.193 horas de frío acumuladas hasta el 31 de julio.
- 9-14-2  Templado cálido mesotermal con régimen de humedad per húmedo (Cfb1pH). La temperatura oscila entre un máximo de enero de 24,9 °C y un mínimo de julio de 3,4 °C. Tiene un promedio de 184 días consecutivos libres de heladas. En el año se registra un promedio de 21 heladas. El período de temperaturas favorables a la actividad vegetativa dura 7 meses. Registra anualmente 1.034 días grado y 1.215 horas de frío acumuladas hasta el 31 de julio. La precipitación media anual es de 2006 mm y un período seco de 0 meses, con un déficit hídrico de 166 mm/año. El período húmedo dura 8 meses durante los cuales se produce un excedente hídrico de 1.085 mm.
- 8-14-1  Templado cálido mesotermal con régimen de humedad per húmedo (Cfb1pH). La temperatura oscila entre un máximo de enero de 22,8 °C y un mínimo de julio de 3 °C. Tiene un promedio de 135 días consecutivos libres de heladas. En el año se registra un promedio de 38 heladas. El periodo de temperaturas favorables a la actividad vegetativa dura 7 meses Registra anualmente 735 días grado y 1.402 horas de frío acumuladas hasta el 31 de julio. La precipitación media anual es de 2.544 mm y un periodo seco de 0 meses, con un déficit hídrico de 156 mm/año. El período húmedo dura 8 meses durante los cuales se produce un excedente hídrico de 1.618 mm.
- 14-10-3  Templado cálido mesotermal con régimen de humedad Húmedo (Cfb1f). La temperatura oscila entre un máximo de enero de 21,1 °C y un mínimo de julio de 3,4 °C. Tiene un promedio de 192 días consecutivos libres de heladas. En el año se registra un promedio de 24 heladas. El período de temperaturas favorables a la actividad vegetativa dura 7 meses. Registra anualmente 744 días grado y 1.236 horas de frío acumuladas hasta el 31 de julio. La precipitación media anual es de 1.865 mm y un período seco de 0 meses, con un déficit hídrico de 57 mm/año. El período húmedo dura 9 meses durante los cuales se produce un excedente hídrico de 1016 mm.
- 14-10-4  Templado cálido mesotermal con régimen de humedad Per Húmedo (Cfb1pH). La temperatura oscila entre un máximo de enero de 21,2 °C y un mínimo de julio de 2,5 °C. Tiene un promedio de 159 días consecutivos libres de heladas. En el año se registra un promedio de 41 heladas. El período de temperaturas favorables a la actividad vegetativa dura 5 meses. Registra anualmente 650 días grado y 1.509 horas de frío acumuladas hasta el 31 de julio. La precipitación media anual es de 2.549 mm y un período seco de 0 meses, con un déficit hídrico de 7 mm/año. El período húmedo dura 11 meses durante los cuales se produce un excedente hídrico de 1.654 mm.
- 8-10-1  Templado frío con régimen de humedad hídrico (CfcHi). La temperatura oscila entre un máximo de enero de 17.7 °C y un mínimo de julio de 0.4 °C. Tiene un promedio de 57 días consecutivos libres de heladas. En el año se registra un promedio de 100 heladas. El período de temperaturas favorables a la actividad vegetativa dura 3 meses. Registra anualmente 360 días grado y 1.827 horas de frío acumuladas hasta el 31 de julio. La precipitación media anual es de 3.290 mm y un período seco de 0 meses, con un déficit hídrico de 0 mm/año. El período húmedo dura 12 meses durante los cuales se produce un excedente hídrico de 2.352 mm.
- 9-11-1  Templado cálido mesotermal con régimen de humedad hídrico (Cfb1Hi). La temperatura oscila entre un máximo de enero de 19,6 °C y un mínimo de julio de 1,7 °C. Tiene un promedio de 137 días consecutivos libres de heladas. En el año se registra un promedio de 57 heladas. El periodo de temperaturas favorables a la actividad vegetativa dura 5 meses. Registra anualmente 517 días grado y 1.665 horas de frío acumuladas hasta el 31 de julio. La precipitación media anual es de 3.223 mm y un periodo seco de 0 meses, con un déficit hídrico de 0 mm/año. El período húmedo dura 12 meses durante los cuales se produce un excedente hídrico de 2.376 mm.
- 14-11-1  Tundra (ET). La temperatura oscila entre un máximo de enero de 13,6 °C y un mínimo de julio de -1,1 °C. Tiene un promedio de 0 días consecutivos libres de heladas. En el año se registra un promedio de 166 heladas. El período de temperaturas favorables a la actividad vegetativa dura 0 meses. Registra anualmente 116 días grado y 1.800 horas de frío acumuladas hasta el 31 de julio. La precipitación media anual es de 3.488 mm y un período seco de 0 meses, con un déficit hídrico de 0 mm/año. El período húmedo dura 12 meses durante los cuales se produce un excedente hídrico de 2.704 mm.

| Diagrama Walter Lieth de La Barra. | Diagrama Walter Lieth de La Unión. | Diagrama Walter Lieth de Puerto Maihue. |

Los diagramas Walter Lieth muestran con un área azul los periodos en que las precipitaciones sobrepasan la cantidad de agua que el calor del sol evapora en el mismo lapso de tiempo, (un promedio de 10 °C mensuales evaporan 20 mm de agua caída) dejando un clima húmedo. Por el contrario, las zonas amarillas indican que durante ese tiempo el agua caída puede ser evaporada por el calor del sol. El área gris señala meses muy húmedos.

## Actividades económicas
La actividad económica en la cuenca se basa en la agricultura, ganadería y respectivos productos y subproductos como la azúcar y la leche, el comercio, la industria y los servicios que se realizan no solo en su ciudades principales como Osorno, La Unión y Río Bueno. Entre los servicios se cuenta una gran actividad turística.: 17 

### Agricultura
La superficie agrícola abarca 2.729 ha. 

### Forestal
La superficie utilizada para bosques madereros es de 40.451 ha. 

### Generación de energía eléctrica
En 2004 la cuenca poseía varias centrales hidroeléctricas:: 25 
- Central hidroeléctrica Pilmaiquén
- Una de uso privado en el río Llollehue, cerca de La Unión.
- Central Capullo en el río Pulleufu, afluente del lago Rupanco
- Central existente en las termas de Puyehue en el afluente del lago Puyehue

## Contaminación
En un informe de la Universidad de Chile sobre la situación de los ríos de Chile en 1999 se reporta que:: 87 
En el caso de Río Bueno-Río Pilmaiquén, son las descargas de aguas servidas, la gran industria de alimentos, las fábricas de cecinas, la industria de la curtiembre, los mataderos, la industria química y la industria de los lácteos y derivados.

## Áreas bajo protección oficial y conservación de la biodiversidad
Las Áreas bajo Protección Oficial pertenecientes al Sistema Nacional de Áreas Silvestres Protegidas por el Estado (SNASPE) que se emplazan en la cuenca corresponden a 118.194 Ha, equivalentes al 8% y que pertenecen a:: 30 
- Parque nacional Puyehue (109.574 há.)
- Parque nacional Vicente Pérez Rosales (8620 há.)
- Reserva nacional Mocho-Choshuenco (7537 há.)
- Monumento natural Alerce Costero (2.308 há.)

Los sitios de conservación de la biodiversidad existentes en la cuenca, incluidos en el documento “Estrategia Regional para la Conservación y Utilización Sostenible de la Biodiversidad, Décima Región de Los Lagos 2002.”, se incluyen en la siguiente tabla:
- Cordillera de la Costa de Osorno (75.982 há.) Área de alta biodiversidad con especies endémicas y alta riqueza de especies vegetales y de fauna (formación de olivillo costero).
- Cascadas-Volcán Osorno (12.093 há.) El área propone incorporar la mayor diversidad de especies presentes en menores altitudes, aumentando la conectividad entre los parques nacionales Puyehue y V.P. Rosales.
- Mocho Choshuenco (31.371 há) Área próxima al volcán Mocho Choshuenco. Presencia de la especie Raulí (Nothofaguas alpina). Esta zona presenta además gradientes altitudinales de vegetación y fauna con comunidades espacio - temporales distintas. Presenta alta diversidad de especies.